# Ricard Sentandreu Sebastian
Ricard Sentandreu Sebastian, conegut simplement com a Ricard (Castelló, 10 de juliol de 1988) és un jugador de pilota valencià. És Llicenciat en Ciències de l'Activitat Física i l'Esport per la Universitat de València i entre 2014 i 2018 va ser el coordinador del diari digital de pilota valenciana Pilotaviu.
Va debutar el 6 d'octubre de 2004 al trinquet El Zurdo de Gandia. Ha estat membre de la selecció valenciana Sub-21. El 2008 va ser campió individual de raspall Sub-23.
Va ser campió Interuniversitari de Raspall en tres ocasions, el 2010, 2011 i 2013, campió professional de raspall de la Mancomunitat de la Safor el 2012 i 2014 i campió del primer Savipecho en modalitat de raspall el 2013. En 2016 es va proclamar campió, juntament amb Sanchis de Montesa i Roberto d'Alzira, de la XXIII Lliga Professional de Raspall.

## Multimèdia
- Entrevista a La Represa, Ràdio Godella, 30 d'octubre de 2015.